# القرار (ذي السفال)

تعديل مصدري - تعديل

القرار هي إحدى قرى عزلة حبير بمديرية ذي السفال التابعة لمحافظة إب، بلغ تعداد سكانها 595 نسمة حسب تعداد اليمن لعام 2004.